# Зиково (Саранський міський округ)
Зи́ково (рос. Зыково) — село у складі Саранського міського округу Мордовії, Росія.
У період 1969-2003 років село мало статус селища міського типу.

## Населення
Населення — 981 особа (2010; 1084 у 2002).